# Du ringde från Flen
För musikalbumet, se Du ringde från Flen (album).
Du ringde från Flen, skriven av Ulf Nordquist, är en dansbandslåt som låg på dansbandet Grönwalls debutalbum Du har det där 1992. Den kom på tredje plats i 1992 års upplaga av tävlingen "Höstens melodier", och är en av Grönwalls mest kända låtar. Melodin testades även på Svensktoppen, där den låg på listan i 13 veckor under perioden 3 juli-18 september 1993.

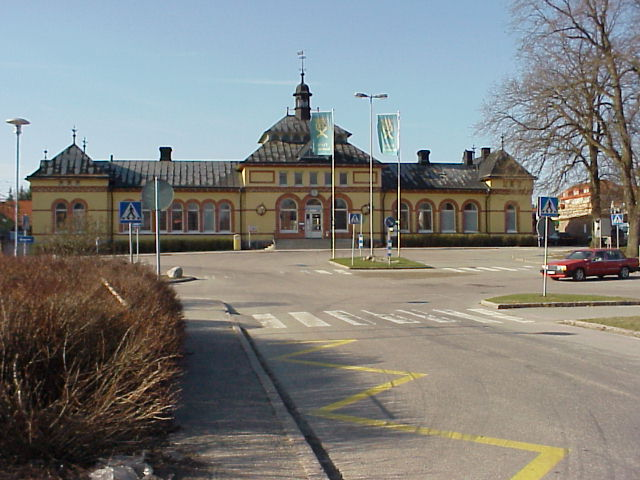
Flen

I sångtexten sjunger jag-personen, möjligen en flicka/kvinna, om hur du-personen som denne inlett ett förhållande med ständigt jobbar över samt reser runt i Sverige och skyller detta på olika påstådda möten och träffar med släktingar, vilket jag-personen misstänker beror på otrohet. Fem orter i Sverige nämns i sångtexten; Flen, Luleå, Hässleholm, Halmstad och Laholm.
I Dansbandskampen 2008 framfördes låten av Shake, då i stillsamt balladtempo. Shakes version släpptes i januari 2009 för digital nedladdning. Inför Dansbandskampen 2009 användes låten i Sveriges Televisions inför-information.
En version i Framåt fredag hette "Han ringde Hamrén" och handlade om när Lars Lagerbäck slutade som förbundskapten för Sveriges herrlandslag i fotboll.